# Nesvrta (miasto Leskovac)
Nesvrta (cyr. Несврта) – wieś w Serbii, w okręgu jablanickim, w mieście Leskovac. W 2011 roku liczyła 48 mieszkańców.